# 丹木町
丹木町（たんぎまち）は、東京都八王子市の地名である。現行行政町名は丹木町一丁目から三丁目。住居表示未実施区域。郵便番号は192-0003（八王子郵便局管区）。

## 地理
八王子市北部に位置する。中央を谷地川が流れ、それと平行するように滝山街道と新滝山街道が通る。東で滝山町、南で谷野町、西で加住町、北で高月町・宮下町と隣接する。一丁目と二丁目の南部には創価大学がある。三丁目の北部は丘陵地帯となっており、それを利用して作られた天然の要害である滝山城址がある。

### 河川
- 谷地川

## 歴史

### 沿革
- 1889年（明治22年）4月1日 - 町村制施行により、神奈川県南多摩郡本丹木村・中丹木村が留所村、北大沢村、八日市村、横山村、左入村、滝山村、梅坪村、谷野村、宮下村、戸吹村、高月村と合併し加住村が成立する。
- 1955年（昭和30年）4月1日 - 加住村が八王子市へ編入。
- 1956年（昭和31年）10月1日 - 旧加住村大字本丹木と同大字中丹木の区域が丹木町となる。
- 1971年（昭和46年）4月 - 創価大学が開学

## 世帯数と人口
2017年（平成29年）12月31日現在の世帯数と人口は以下の通りである。
| 丁目         | 世帯数    | 人口    |
| ------------ | --------- | ------- |
| 丹木町一丁目 | 1,520世帯 | 1,778人 |
| 丹木町二丁目 | 465世帯   | 775人   |
| 丹木町三丁目 | 400世帯   | 629人   |
| 計           | 2,385世帯 | 3,182人 |

## 小・中学校の学区
市立小・中学校に通う場合、学区は以下の通りとなる。
| 丁目         | 番地 | 小学校               | 中学校               |
| ------------ | ---- | -------------------- | -------------------- |
| 丹木町一丁目 | 全域 | 八王子市立加住小学校 | 八王子市立加住中学校 |
| 丹木町二丁目 | 全域 | 八王子市立加住小学校 | 八王子市立加住中学校 |
| 丹木町三丁目 | 全域 | 八王子市立加住小学校 | 八王子市立加住中学校 |

## 交通

### 道路
- 国道411号（滝山街道）
- 東京都道166号瑞穂あきる野八王子線（谷野街道）
- 東京都道169号淵上日野線（新滝山街道）

### バス
- 西東京バス
  - 京王八王子駅〜（ひよどり山トンネル）〜丹木1丁目〜戸吹
  - 京王八王子駅〜（ひよどり山トンネル）〜創価大学大門
  - 福生駅〜丹木1丁目〜純心女子学園・東京富士美術館

## 施設

### 教育
- 創価大学・創価女子短期大学（丹木町一・二丁目）
- 八王子すみれ幼稚園（丹木町二丁目）

### 郵便局
- 八王子丹木町郵便局（丹木町三丁目）

### 公園・神社・寺院
- 丹木1号緑地（丹木町一丁目）
- 金蔵寺（丹木町二丁目）
- 御嶽神社（丹木町二丁目）

## 史跡
- 滝山城址